# Gaudichaudia symplecta
Gaudichaudia symplecta är en tvåhjärtbladig växtart som beskrevs av S.L.Jessup. Gaudichaudia symplecta ingår i släktet Gaudichaudia och familjen Malpighiaceae. Inga underarter finns listade i Catalogue of Life.